# Johns Hopkins University Press
Johns Hopkins University Press, también conocida como JHU Press o JHUP, es la división editorial de la Universidad Johns Hopkins. Fue fundada en 1878 y es la editorial universitaria de funcionamiento continuo más antigua en los Estados Unidos. Publica libros, revistas y bases de datos electrónicas. Teniendo en cuenta todos los recursos publicados, es contendiente para ser la editorial universitaria más grande de los Estados Unidos. Su sede se encuentra en la zona de Charles Village en Baltimore, Maryland.[cita requerida]

## Historia
Daniel Coit Gilman, el primer presidente de la Universidad Johns Hopkins, inauguró la editorial en 1878, que comenzó a funcionar como la agencia de publicaciones de la universidad La prensa comenzó con el lanzamiento del American Journal of Mathematics en su primer año y del American Chemical Journal en el segundo. La agencia publicó su primer libro en 1881, Sidney Lanier: A Memorial Tribute, en honor al poeta que fue uno de los primeros escritores residentes de la universidad. En 1891, la agencia se convirtió en la Johns Hopkins Press y desde 1972 le conoce como la Johns Hopkins University Press.
Después de varios movimientos dentro y fuera del Campus Homewood, el principal centro académico y administrativo de la universidad, la editorial adquirió un hogar permanente en 1993, en una antigua iglesia reformada situada en el barrio Charles Village en Baltimore. La estructura de granito y ladrillo, construida en 1897, era la iglesia católica de los Santos Felipe y Santiago y ahora alberga en sus cinco plantas las oficinas de la editorial. En sus 125 años de publicación académica, la editorial ha tenido únicamente seis directores: Nicolás Murray (1878-1908), Christian W. Dittus (1908-1948), Harold E. Ingle (1948-1974), Jack G. Goellner (1974-1996), Willis G. Regier (1996-1998) James D. Jordan (1998-2003) y Kathleen Keane (2003– ).

## Publicaciones y divisiones
Johns Hopkins University Press es una de las editoriales universitarias más grandes del mundo, publica 65 revistas académicas y más de 200 libros nuevos cada año. Desde 1993, la editorial ejecuta el project MUSE, un proveedor en línea que ofrece acceso a docenas de revistas científicas. Cuenta además con tres divisiones operativas:
- Publicación de libros: adquisiciones, edición de manuscritos, diseño y producción y comercialización.
- Revistas y publicación electrónica, que incluye el proyecto MUSE.
- Hopkins Fulfillment Services (HFS): procesamiento de órdenes, sistemas de información y centro de distribución.

## Lista de revistas publicadas por Johns Hopkins University Press
| - American Imago - American Jewish History - American Journal of Mathematics - American Journal of Philology - American Quarterly - Arethusa - Better: Evidence-based Education - Book History - Bookbird - The Bulletin of the Center for Children's Books - Bulletin of the History of Medicine - Callaloo - Children's Literature - Children's Literature Association Quarterly - Comparative Technology Transfer and Society - Configurations - diacritics - Eighteenth-Century Studies - ELH: English Literary History - The Emily Dickinson Journal - Feminist Formations - The Henry James Review - Hispania - Historically Speaking - The Hopkins Review | - Human Rights Quarterly - Imagine... - ICSID Review: Foreign Investment Law Journal - Journal of Asian American Studies - Journal of College Student Development - Journal of Colonialism and Colonial History - Journal of Democracy - Journal of Early Christian Studies - Journal of Health Care for the Poor and Underserved - Journal of Late Antiquity - Journal of Modern Greek Studies - Journal of the History of Childhood and Youth - Journal of the History of Philosophy - Journal of Women's History - Kennedy Institute of Ethics Journal - Late Imperial China - L'Esprit Créateur - Library Trends - The Lion and the Unicorn - Literature and Medicine - MFS: Modern Fiction Studies - MLN: Modern Language Notes - Modernism/modernity - Narrative Inquiry in Bioethics: A Journal of Qualitative Research - New Literary History | - Partial Answers: Journal of Literature and the History of Ideas - Perspectives in Biology and Medicine - Philosophy and Literature - Philosophy, Psychiatry & Psychology - portal: Libraries and the Academy - Postmodern Culture - Progress in Community Health Partnerships - The Review of Higher Education - Reviews in American History - SAIS Review - SEL: Studies in English Literature 1500-1900 - The Sewanee Review - Shakespeare Bulletin - Shakespeare Quarterly - Sirena: Poesía, arte y crítica - South Central Review - Spiritus: A Journal of Christian Spirituality - Technology and Culture - Theatre Journal - Theatre Topics - Theory and Event - Transactions of the American Philological Association - Victorian Periodicals Review - The Wallace Stevens Journal |